# Seidelin
Seidelin er en dansk slægt, der kan føres tilbage til byfoged og rådmand i Helsingør Michel Seidel (død 1616), som stammede fra Werder i Pommern eller Østpreussen. Navnet Seidelin opstod via hans døtre, der efter tysk skik føjede feminin-endelsen -in på. 
I sit ægteskab med handelsmand i Helsingør Hans Jørgensen (død 1639) blev datteren Lisbeth Seidelin (død 1659) mor til provst og sognepræst ved Holmens Kirke Hans Hansen Seidelin (1632-1688) og provst og slotspræst i Skanderborg Jørgen Hansen Seidelin (ca. 1633-ca. 1688).
Hans Hansen Seidelins søn generalpostdirektør Hans Seidelin (1665-1740), som var ejer af Hagestedgård, blev adlet 1731. Hans datter Sophie Seidelin (1693-1741) blev gift med kongelig konfessionarius Iver Brinck (1719-1728). Deres søn Hans Didrik de Brinck-Seidelin (1720-1778), ejer af stamhuset Hagested, blev adlet 1752, og fra ham nedstammer den nu uddøde adelsslægt Brinck-Seidelin. 

## Kendte medlemmer af slægten
- Andreas Seidelin (bogtrykker) (1777-1840) – dansk bogtrykker og forlægger
- Andreas Seidelin (1864-1935) – dansk jurist og hospitalsdirektør
- Anna Sophie Seidelin, født Dreiøe (1913-1998) – dansk oversætter
- Bernhard Seidelin (1820-1863) – dansk arkitekt (Johannes Henrik Bernhard Seidelin)
- Carl Seidelin (1833-1909) – dansk matematiker (Carl Julius Ludvig Seidelin)
- Christian Seidelin (1874-1962) – dansk præst
- Conrad Seidelin (1809-1878) – dansk byplanlægger (Jens Conrad Seidelin)
- Claus Seidelin (1702-1782) – dansk apoteker og selvbiograf
- Ferdinand Emil Seidelin (1822-1908) – dansk præst
- Hans Hansen Seidelin (1632-1668) – dansk præst
- Hans Seidelin (amtmand) (1665-1740) – dansk amtmand, generalpostdirektør og godsejer (adelig)
- Hans Seidelin (højesteretsdommer) (1695-1752) – dansk assessor i Højesteret, søn af den foregående (adelig)
- Harald Seidelin (1878-1932) – dansk læge
- Henning Seidelin (1904-1987) – dansk industriel designer
- Ingeborg Seidelin (1872-1914) – dansk maler (Erika Marie Ingeborg Seidelin)
- Jens Seidelin (1790-1863) – dansk søofficer
- Klaus Henrik Seidelin (1761-1811) – dansk bogtrykker, forlægger og bladredaktør
- Mogens Seidelin (1913-1993) - dansk læge og personalhistoriker (Mogens Gunnar Seidelin)
- Mogens Seidelin (jazzmusiker) (1935-2019) – dansk bassist, tubaist og orkesterleder (Ingolf Mogens "Basse" Seidelin)
- Nicol Seidelin (1666-1737) – dansk præst
- Paul Seidelin (1906-1981) – dansk præst, dr.theol. h.c.
- Paulus Seidelin (1813-1872) – dansk historiker (Hans Christian Paulus Sejdelin)
- Sabinus Seidelin (1819-1904) – dansk grosserer (Sabinus Theodor Villiam Halvor)
- V.P. Seidelin (1781-1863) – dansk provst og konsistorialråd (Valentin Peter Seidelin)

Som sammensat navn:
- Carl Seidelin-Larsen (1891-1967) – dansk retspræsident og landsdommer

Som mellemnavn:
- Nicol Seidelin Bøgh (1717-1778) – dansk præst og salmedigter